# Haagsche Club

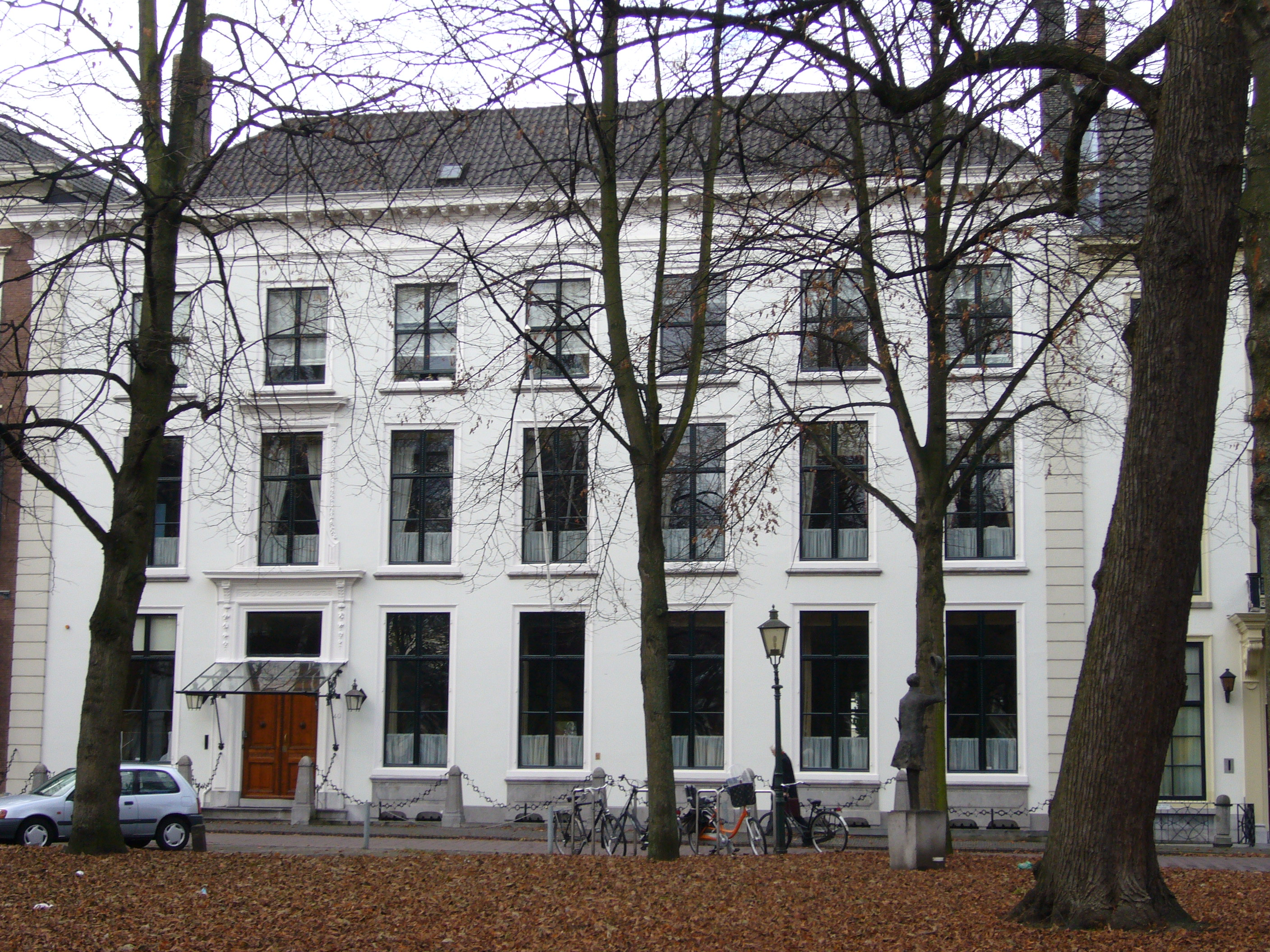
De Haagsche Club

De Haagsche Club - Plaats Royaal aan het Lange Voorhout in Den Haag is een oude herensociëteit, opgericht op 8 maart 1748.
De Haagsche Club is de oudste herensociëteit van Den Haag. In 1768 werd de Sociëteit de Plaats Royaal opgericht, in 1795 de Besognekamer, in 1782 de Nieuwe of Littéraire Sociëteit De Witte en in 1851 de Sociëteit De Vereeniging.

## Oprichting
De Club werd in 1748 opgericht, en heet dan nog de Groote Sociëteit, ook wel de Grande Société.
Mattheus Hoeufft Jr., die getrouwd was met Anna Isabella van Nassau-LaLecq, behoorde met zijn Nassau zwagers Willem Hendrik en Hendrik Carel tot de oprichters van de Orangistische Heerensociëteit de Groote Club.
Aanleiding is misschien geweest een kring te vormen van edelen die Willem IV, die in 1747 stadhouder van Zeeland en vervolgens van de hele Republiek der Verenigde Nederlanden werd, konden introduceren in de Haagse kringen. Immers, tot dat moment woonde hij 's winters aan het hof in Leeuwarden en 's zomers op Paleis het Loo. Willem IV nam zijn intrek op Lange Voorhout 7, waar hij in 1751 overleed.
In het begin heeft de sociëteit slechts 56 leden. Tot de eerste leden behoorden familieleden van Willem IV, zijn neef Frederik van Hessen-Kassel, zijn opperstalmeester Jhr. Douwe Sirtema van Grovestins en zijn kamerheer Van Harinxma. Ook zijn vriend Casimir van Schlippenbach (door de prins mon cher Slip genoemd) was lid, en Unico Wilhelm van Wassenaer-Obdam.
Willem IV huurde aanvankelijk een pand op de hoek van de Lange Houtstraat en het Korte Voorhout. In 1773 is met de winst in de Generaliteitsloterij een nieuw pand gefinancierd.
Onder het Franse regime aan het einde van de achttiende eeuw hebben de sociëteiten het moeilijk, omdat de leden aangezien worden voor Orangisten. Na een korte opbloei ten tijde van Koning Willem I brachten de economische problemen moeilijke tijden voor de Groote Sociëteit. Een deel van de inventaris moest uiteindelijk worden verkocht.

## Fusie met Leesmuseum
Om de problemen op te lossen wordt een fusie overwogen met het Leesmuseum (Salon de Musée du Nouveau Doelen), gevestigd in het huidige Haags Historisch Museum aan de Korte Vijverberg. De fusie gaat niet door en het probleem wordt anders opgelost. Het Leesmuseum huurt een verdieping van de Groote Sociëteit. In 1840 kwam er alsnog een fusie tot stand, waarbij afstand wordt gedaan van de naam Leesmuseum. De Sociëteit wordt verder de Club genoemd. Het gebouw werd gemoderniseerd en de Club trekt veel nieuwe leden aan. De andere gelijkgestemde Haagse sociëteit, Plaats Royaal aan de Plaats ziet het ledenaantal in die tijd sterk teruglopen. Niettemin schieten de leden van Plaats Royaal de Club te hulp als in de Club in 1881 brand uitbreekt. Het is nadien de leden van de Club gegund het gebouw van Plaats Royaal te gebruiken voor hun bijeenkomsten.
Nadat het pand hersteld is, beseft men dat er ruimtegebrek is. In 1894 werd besloten tot verkoop van het pand over te gaan. Het huidige pand aan het Lange Voorhout, een voormalig woonhuis dat dateert uit 1631, stond al geruime tijd leeg en werd op een veiling gekocht.
In 1895 verhuist de Club naar Lange Voorhout 40 en haar naam luidt sindsdien De Haagsche Club. Er zijn 50 leden en 24 tijdelijke leden, veelal diplomaten. Twee jaar later werd het pand voorzien van elektriciteit.

## Fusie met Plaats Royaal

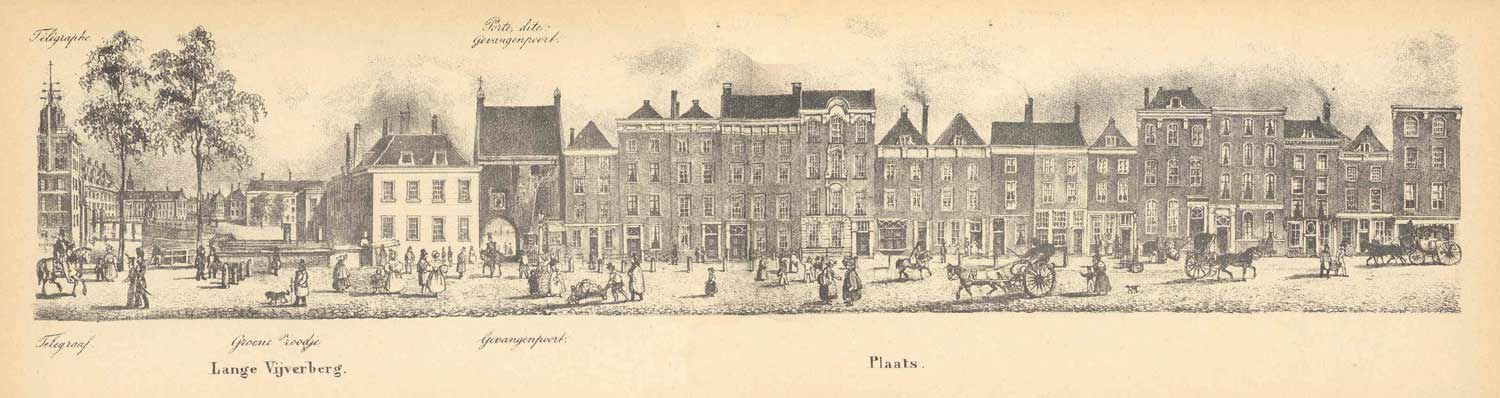
Plaats Royaal aan de Hofvijver in 1837

In 1937 kampte de Haagsche Club wederom met financiële problemen. De Sociëteit de Plaats Royaal, die het na de komst van de Fransen erg moeilijk had, en die ook veel leden in 1840 verloor aan de Haagsche Club, is een bloeiende club geworden met een prachtig wit pand tussen de Gevangenpoort en de Hofvijver. De gemeente brak evenwel het pand af om het verkeer tussen de Kneuterdijk en het Buitenhof meer ruimte te geven. Van de schadeloosstelling kocht Plaats Royaal een pand aan de Parkstraat 38 op de hoek van de Mauritskade. Daarop volgde het voornemen van Plaats Royaal in 1937 om te fuseren met de Haagsche Club. Na de fusie luidt de naam Haagsche Club - Plaats Royaal.

## Oorlogsjaren
Met het uitbreken van de Tweede Wereldoorlog veranderde er aanvankelijk weinig op de Haagsche Club - Plaats Royaal. Op 11 februari 1941 veranderde deze situatie drastisch als gevolg van de beslaglegging op het pand door de Duitsers. Een groot deel van de inventaris werd uit de handen van de Duitsers gered, en werd ondergebracht op het kantoor van bankierskantoor Furnée & Co aan de Alexanderstraat 3. Dit pand werd 18 maanden door de Club als sociëteitsruimte gebruikt. Daaraan kwam een einde met de verklaring van de bezetter de Club te ontbinden. De inventaris is verloren gegaan.
Het gebouw aan het Lange Voorhout is door de Duitsers als restaurant gebruikt en later als kantoor. De leden kwamen bijeen in restaurant Royal, dat slechts enkele panden verderop is gevestigd. In 1946 werd de club heropend.

## Na de oorlog
Het ledenaantal steeg gestaag en nog steeds is een aantal buitenlandse diplomaten tijdelijk lid. Eind twintigste eeuw is het gebouw geheel gerestaureerd.

## Trivia
- In het Frans werd de club de Grande Société genoemd.
- De Haagsche club was de directe inspiratie voor Grande Société de Berne, opgericht in 1759,  vanwege de officieren van de |Zwitserse Garde in den Haag die daar lid waren.